# 340e division d'infanterie
La  340e division d'infanterie (en allemand : 340. Infanterie-Division ou 340. ID), devenue 340. Volksgrenadier Division, est une des divisions d'infanterie de l'armée allemande (Wehrmacht) durant la Seconde Guerre mondiale.

## Historique
La 340e division d'infanterie est formée le 16 novembre 1940 dans le secteur de Schleswig dans la Wehrkreis X à partir des 68., 170. et 290. Infanterie-Division en tant qu'élément statique de la 14. Welle (14e vague de mobilisation).
Après sa formation dans le secteur de Hambourg, elle est envoyée en juin 1941 dans le nord de la France dans la région de Calais comme force d'occupation et de défense côtière.
En juin 1942, elle est transférée sur le Front de l'Est en décembre 1941 dans le secteur de Kiev où elle subit de lourdes pertes.
Elle est renforcée par l'ajout du Divisions-Gruppe 327 en novembre 1943.
La division est détruite face aux forces soviétiques dans la poche de Brody en juillet 1944 et est dissoute le 13 août 1944.
Les éléments survivants forment à partir du 15 septembre 1944 la 340. Volks-Grenadier-Division.

## Insignes divisionnaires

Autre insigne de la division.
Insigne de la divison lors de sa reformation.
Autre version de l'insigne de la 340. Volksgrenadiers Division.

## Organisation

### Commandants
| Date                                | Grade           | Commandant                |
| ----------------------------------- | --------------- | ------------------------- |
| 15 novembre 1940 - 1er mars 1942    | Generalleutnant | Friedrich-Wilhelm Neumann |
| 1er mars 1942 - 1er novembre 1942   | Generalleutnant | Viktor Koch               |
| 1er novembre 1942 - 24 février 1943 | Generalleutnant | Otto Butze                |
| 24 février 1943 - 25 octobre 1943   | Generalleutnant | Josef Prinner             |
| 25 octobre 1943 - 16 juin 1944      | Generalleutnant | Werner Ehrig              |
| 16 juin 1944 - 21 juillet 1944      | Generalmajor    | Otto Beutler              |

### Officiers d'opérations (Generalstabsoffiziere (Ia))
| Date                               | Grade          | Commandant      |
| ---------------------------------- | -------------- | --------------- |
| Novembre 1940 - Avril 1941         | Oberstleutnant | Ernst Ebeling   |
| Avril 1941 - ?                     | Major          | von Sybel       |
| Juillet 1943 - ?                   | Oberst         | Günther Preusse |
| 15 décembre 1943 - 15 février 1944 | Oberstleutnant | Karl Redmer     |
| 15 février 1944 - Juillet 1944     | ?              | ?               |

## Théâtres d'opérations
- Allemagne : Novembre 1940 - Juin 1941
- France : Juin 1941 - Mai 1942
- Front de l'Est, secteur Sud : Mai 1942 - Juillet 1944
  - 5 juillet au 23 août 1943 : Bataille de Koursk

## Ordre de bataille
1941
- Infanterie-Regiment 694
- Infanterie-Regiment 695
- Infanterie-Regiment 696
- Artillerie-Regiment 340
- Pionier-Bataillon 340
- Panzerjäger-Abteilung 340
- Nachrichten-Kompanie 340
- Versorgungseinheiten 340

1943-1944
- Grenadier-Regiment 694
- Grenadier-Regiment 695
- Grenadier-Regiment 696
- Grenadier-Regiment 769
- Füsilier-Bataillon 340
- Divisions-Gruppe 327
  - Stab der Gruppe
  - Regiments-Gruppe 595
  - Regiments-Gruppe 596
- Artillerie-Regiment 340
- Pionier-Bataillon 340
- Panzerjäger-Abteilung 340
- Nachrichten-Abteilung 340
- Feldersatz-Bataillon 340
- Versorgungseinheiten 340